# Edwin Mattison McMillan

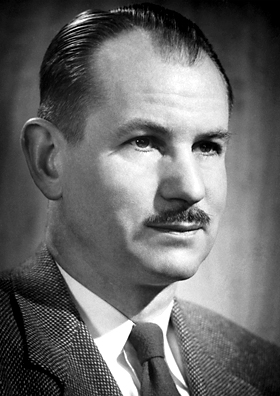
Edwin Mattison McMillan (1951)

Edwin Mattison McMillan (* 18. September 1907 in Redondo Beach, Kalifornien; † 7. September 1991 in El Cerrito, Kalifornien) war ein US-amerikanischer Physiker. 1951 wurde ihm zusammen mit Glenn T. Seaborg der Nobelpreis für Chemie verliehen.

## Leben
McMillan wurde am 18. September 1907 in Redondo Beach, damals eine am Pazifik gelegene Kleinstadt nahe Los Angeles, geboren. McMillan, der Sohn des Physikers Dr. Edwin Harbaugh McMillan und seiner Frau Anne Marie McMillan, geborene Mattison, wuchs in Pasadena auf. Er studierte am California Institute of Technology, dort lernte er Linus Pauling kennen und erlangte 1928 einen Abschluss als B.Sc., im folgenden Jahr als M.Sc. Danach wechselte er an die Princeton University, wo er 1932 bei Edward Condon mit einer Arbeit über die Ablenkung von Teilchenstrahlen in einem inhomogenen elektrischen Feld („Deflection of a Beam of HCI Molecules in a Non-Homogeneous Electric Field“) zum Ph.D. promovierte. Noch im selben Jahr wechselte er auf Einladung von Professor Ernest O. Lawrence mit einem nationalen Forschungsstipendium als Forscher an die physikalische Fakultät der University of California at Berkeley, dort befasste er sich zwei Jahre mit der Messung des magnetischen Impulses von Protonen mit der Teilchenstrahlmethode. Nach einem weiteren Jahr wechselte er an das Berkeley Radiation Laboratory, an dem er dann bei E.O. Lawrence Kernreaktionen und ihre Zerfallsprodukte untersuchte, auch an der Entwicklung des Zyklotrons war er beteiligt. Ab 1935 hielt er dort Vorlesungen, 1936 wurde er zum Assistant Professor, 1941 zum Associate Professor und 1946 zum Professor ernannt.
Er war der erste Wissenschaftler der ein Transuranelement künstlich herstellte, und zwar war dies Neptunium im Jahre 1940 am Zyklotron in Berkeley. Dabei wurde das Uranisotop 238 mit Neutronen beschossen, durch Neutroneneinfang und anschließenden Beta-Minus-Zerfall entstand aus Uran mit der Ordnungszahl 92 das Element Neptunium mit der Ordnungszahl 93, mit einer Halbwertszeit von 2,5 Tagen. Durch einen weiteren Beta-Minus-Zerfall entsteht daraus Plutonium mit der Ordnungszahl 94. Das entstandene Plutoniumisotop ist wesentlich stabiler als das Neptunium und konnte daher auch chemisch isoliert werden. Die Reihenfolge der Elementnamen entspricht der Reihenfolge der äußeren Planeten Uranus, Neptun und des Zwergplaneten Pluto. McMillan veröffentlichte noch 1940 über Neptunium mit Philip Abelson, danach waren solche Publikationen über Transurane in den USA geheim. Immerhin lieferte der Aufsatz deutschen Physikern im Uran-Projekt noch wertvolle Hinweise, unter anderem Carl Friedrich von Weizsäcker, der daraus entnahm, das Plutonium und nicht Neptunium ein möglicherweise für den Atombombenbau geeignetes, aus Uran-238 durch Neutronenbeschuss „erbrütbares“ Element war.
Im Zweiten Weltkrieg arbeitete er an militärischen Projekten wie Radar, Sonar und Kernwaffen, ab November 1942 bei Robert Oppenheimer im Los Alamos Laboratory. Nach dem Zweiten Weltkrieg, also ab 1945 entwickelte und baute er das erste Elektronen-Synchrotron. 1958 bis 1973 war er Leiter des Lawrence Radiation Laboratory der University of California.
McMillan arbeitete während eines Sabbaticals im Jahr 1975 einige Zeit am CERN, wo er an einem der Muon g-2-Experimente am Myon-Speicherring des CERN teilnahm.
Im Jahre 1951 erhielt er für die Arbeiten auf dem Gebiet der Transuranelemente zusammen mit Glenn T. Seaborg den Nobelpreis für Chemie. Am 24. Oktober 1963 wurde er zusammen mit Wladimir Weksler für die unabhängig voneinander erbrachten Beiträge zur Beschleunigertechnik mit dem Atoms for Peace Award ausgezeichnet. 1990 wurde ihm die National Medal of Science verliehen.
McMillan gehörte als Fellow der American Physical Society und der American Academy of Arts and Sciences (1962) an, er war Mitglied der National Academy of Sciences und der American Philosophical Society. 1954 wurde er von seiner Fakultät für die Verständlichkeit seiner Vorlesungen ausgezeichnet. Von 1954 bis 1958 gehörte er dem General Advisory Committee der Atomic Energy Commission an. 1960 wurde er in die Kommission für Hochenergiephysik der International Union of Pure and Applied Physics aufgenommen.
1961 wurde ihm der Ehrendoktor des Rensselaer Polytechnic Institute und 1963 des Gustavus Adolphus College verliehen.
Zur Zeit seiner Tätigkeit an der physikalischen Fakultät in Berkeley heiratete er Elsie Walford Blumer, die Tochter von Dr. George Blumer, ehemaliger Dean der Yale Medical School. Das Paar hat drei Kinder, Ann Bradford (1943), David Mattison (1945) und Stephen Walker (1949).